# Palmares (Pernambouc)
Palmares est une municipalité brésilienne située dans l'État du Pernambouc.

## Personnalités liées à la commune
- Newerton (2005-), footballeur brésilien né à Palmares.